# Розенкевич Лев Вікторович
Л́ев В́ікторович Розенкевич (11 лютого 1905, Санкт-Петербург — 9 листопада 1937, ?) — фізик-теоретик, професор, співробітник Українського фізико-технічного інституту.

## Життєпис
Народився в Петербурзі в родині особистого дворянина, колезького асесора, службовця Державної Думи. Восени 1917 р. сім'я переїхала до Іркутська. У 1920 р., склавши екстерном іспити за середню школу, вступив до Іркутського практичного політехнічного інституту. У 1922 р. перевівся на технологічний факультет Московського інституту народного господарства, який закінчив у березні 1924 р.
Працював за розподілом інженером на Олександрівському нефтеперегонному заводі, одночасно викладав у фабрично-заводському училищі. Самостійно вивчав фізику і вищу математику. У 1925 р. намагався екзаменуватися екстерном в Московський університет, проте не був допущений до іспитів через відсутність необхідного робочого стажу. Одна з перших самостійно виконаних робіт — замітка про поширення гравітаційних хвиль.
Відпрацювавши три роки на заводі, в 1927 р. звернувся до Головної вченої рада Наркомосу з проханням направити його до аспірантури. Був направлений в якості понадштатного аспіранта (без стипендії) в аспірантуру Ленінградського фізико-технічного інституту. У перші півроку аспірантури був змушений для утримання сім'ї (мати і сестра) заробляти викладанням в школі і приватними уроками, потім був прийнятий на роботу в теоретичний відділ інституту. Виконав ряд робіт по фотоелектричному і комптонівському ефекту в металах. Викладав на кафедрі теоретичної фізики фізико-механічного факультету Ленінградського політехнічного інституту.
Коли постало питання про комплектування теоретичного відділу Українського фізико-технічного інституту (Харків), Я. І. Френкель рекомендував Розенкевича на посаду керівника відділу.
З травня 1930 р. працював в теоретичному відділі УФТІ. Одночасно викладав у Харківському університеті і на фізико-механічному факультеті Харківського механіко-машинобудівного інституту, вів семінари для співробітників і аспірантів УФТІ.
З 1931 р. брав участь у випуску журналу німецькою мовою «Physikalische Zeitschrift der Sowjetunion» («Радянський фізичний журнал»), видання якого було розпочато з ініціативи групи вчених, основу якої склали харківські фізики. Журнал виходив до арешту О. І. Лейпунського в 1938 р
До кінця 1935 року перейшов в лабораторію Лейпунського та почав працювати в області експериментальної ядерної фізики. Виконав в співавторстві з Лейпунським, І. В. Курчатовим, К. Д. Синельниковим та іншими експериментаторами роботи, пов'язані з фізикою повільних нейтронів, фотонейтронів, фізикою ядра.
У 1935 р. зустрів свою майбутню дружину, Віру Володимирівну. У Розенкевичів народилася дочка.
На початку 1937 р. був науковим керівником лабораторії радіоактивних вимірювань УФТІ.
11 квітня 1936 р. викликаний і допитаний НКВД. Заарештований 5 серпня 1937 р. як один з фігурантов «Справи УФТІ». 23 серпня 1937 р. Розенкевичу було пред'явлено звинувачення в участі у «контрреволюційній троцькістській шкідницькій організації» за ст.ст. 54-11, 54-10, 54-7 КК УРСР. 28 жовтня 1937 нарком внутрішніх справ М. І. Єжов і прокурор СРСР А. Я. Вишинський прийняли рішення про розстріл Розенкевича, а також його колег по УФТІ, фізиків Л. В. Шубнікова та В. С. Горського. Був розстріляний 9 листопада 1937 р. Місце загибелі та поховання тіла невідомо.

У 1956 р рішенням Військової колегії Верховного суду за протестом Генерального прокурора СРСР постанову НКВС і Прокурора СРСР щодо Шубнікова, Розенкевича та Горського скасовано і справу припинено за відсутністю складу злочину. Л. Д. Ландау в характеристиці, написаній військовому прокурору 15 серпня 1956 року, коли готувалася реабілітація, зазначив:
«Лев Вікторович Розенкевич ще не встиг багато зробити в науці, оскільки він змінив свою наукову спеціальність — зайнявся ядерною фізикою всього за кілька років до арешту. Однак вже за цей короткий термін він виділився як дуже талановитий працівник, безсумнівно зміг би зіграти істотну роль у розвитку цієї важливої галузі фізики».